# Santa Terezinha de Goiás
Santa Terezinha de Goiás là một đô thị thuộc bang Goiás, Brasil. Đô thị này có diện tích 1202,195 km², dân số năm 2007 là 8684 người, mật độ 7,2 người/km².